# Kike San Martín

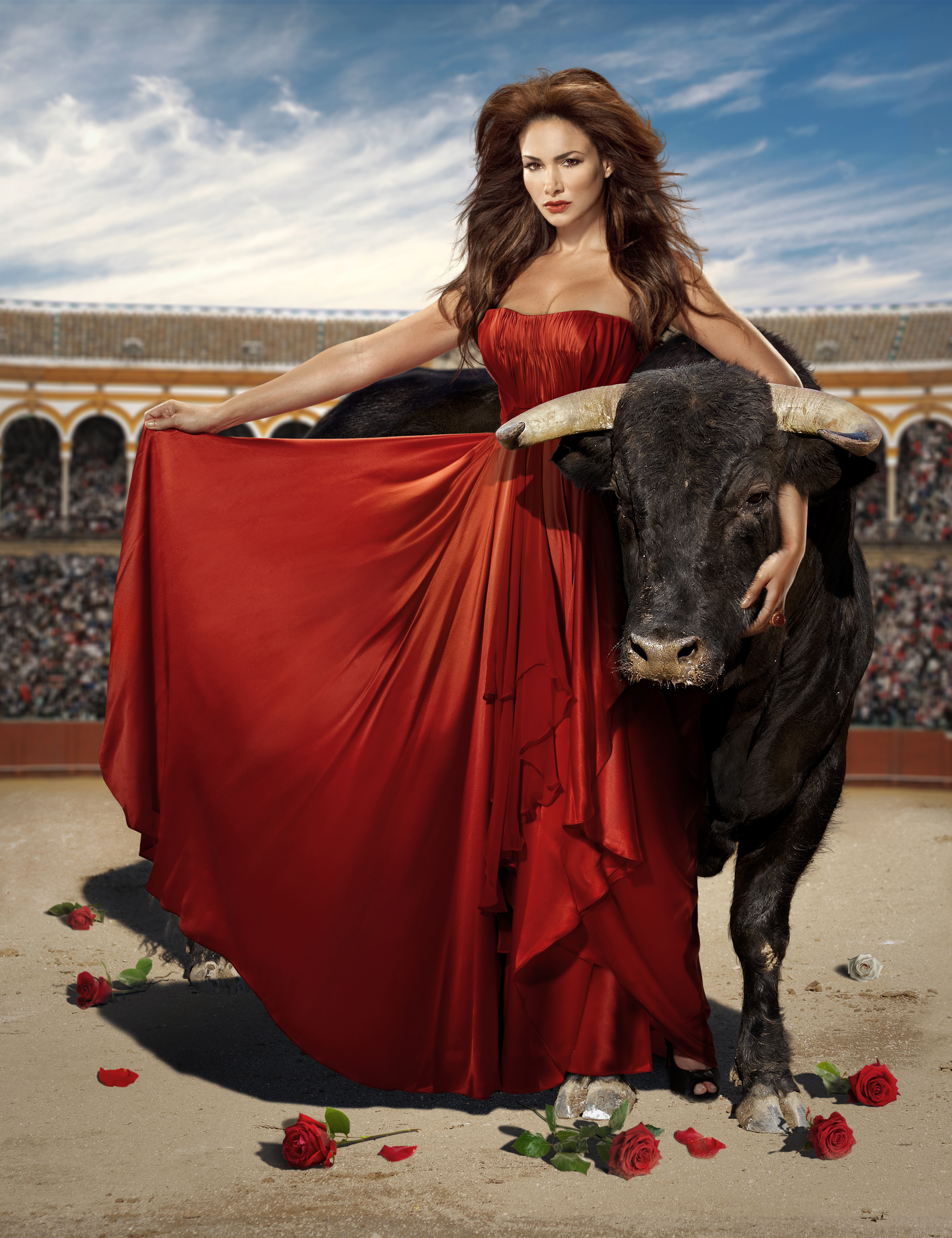
Kike San Martín: Patricia De León, modelka, 2010

Kike San Martín ( pronunciation) (* 1969 Posadas, provincie Misiones, Argentina, anglicky Kike San Martin) je americko-argentinský fotograf celebrit. Většinu své fotografické kariéry prožil v Miami na Floridě, kde žije od roku 1995. Svou profesní kariéru zahájil na počátku 90. let v Argentině.

## Dílo
Vystudoval marketing a reklamu. Během práce v módním butiku si vytvořil marketingovou strategii, která zahrnovala fotografování normálních lidí oděných do oblečení z butiku v nočních scénách v Argentině. Jeho práce přitáhly obrovskou pozornost veřejnosti a kreativní snímky později také zaujaly regionální tisk. Výsledkem byla redakční zakázka pro nedělní vydání, ve které měl zachytit spontánní srdce a ducha nočního života Argentiny. Získal tak pracovní místo v novinách El Nuevo Herald, reklamu na plakáty mýdlových oper a televizní sítě jako jsou Telemundo, Univisión, Mega TV a Amerika Tevé, některé jeho fotografie byly otištěny na obálkách časopisů jako jsou People en Español, Vanidades, Maxim, Selecta, Men's Health, H Magazine, Kena, Santo Domingo Times, Venue a mnoha dalších.
Portrétoval řadu osobností, mezi nimiž byli populární moderátor MTV Mario Lopez; herec z filmu "Rush Hour 2" Roselyn Sanchez; Miss Universe Dayanara Torres; zpěvačky Gloria Trevi a Fanny Lú; herec Eduardo Verástegui; Luis Fonsi; Mauricio Islas, Miguel Varoni, Catherine Siachoque, Aylín Mújica, William Levy, Jencarlos Canela, Mauricio Ochmann a Gabriela Spanic, vítězka Latin American Idol Margarita Henríquez a mnoho dalších.
Nasnímal obálky alb pro muzikanty jako byli například Ricardo Montaner, José Feliciano, “El Puma” José Luis Rodríguez, Willy Chirino, Karime Lozano, "El Baby de la Salsa" Jerry Rivera, Alvaro Torres, Slava, pianista Yanni nebo Kike Santander.
Je považován za gurua digitální fotografie, spolu se svým týmem vytváří složité kompozice fotografií vysoké kvality. Mezi jeho klienty patří Sony Music, Universal Music Group, NBC, Telemundo, Univisión, Bud Light, Miller Lite, Wannado City, Direct TV, Coors, Rafael Cennamo, Big Ox, Wonderfund, Avon a další.

## Galerie

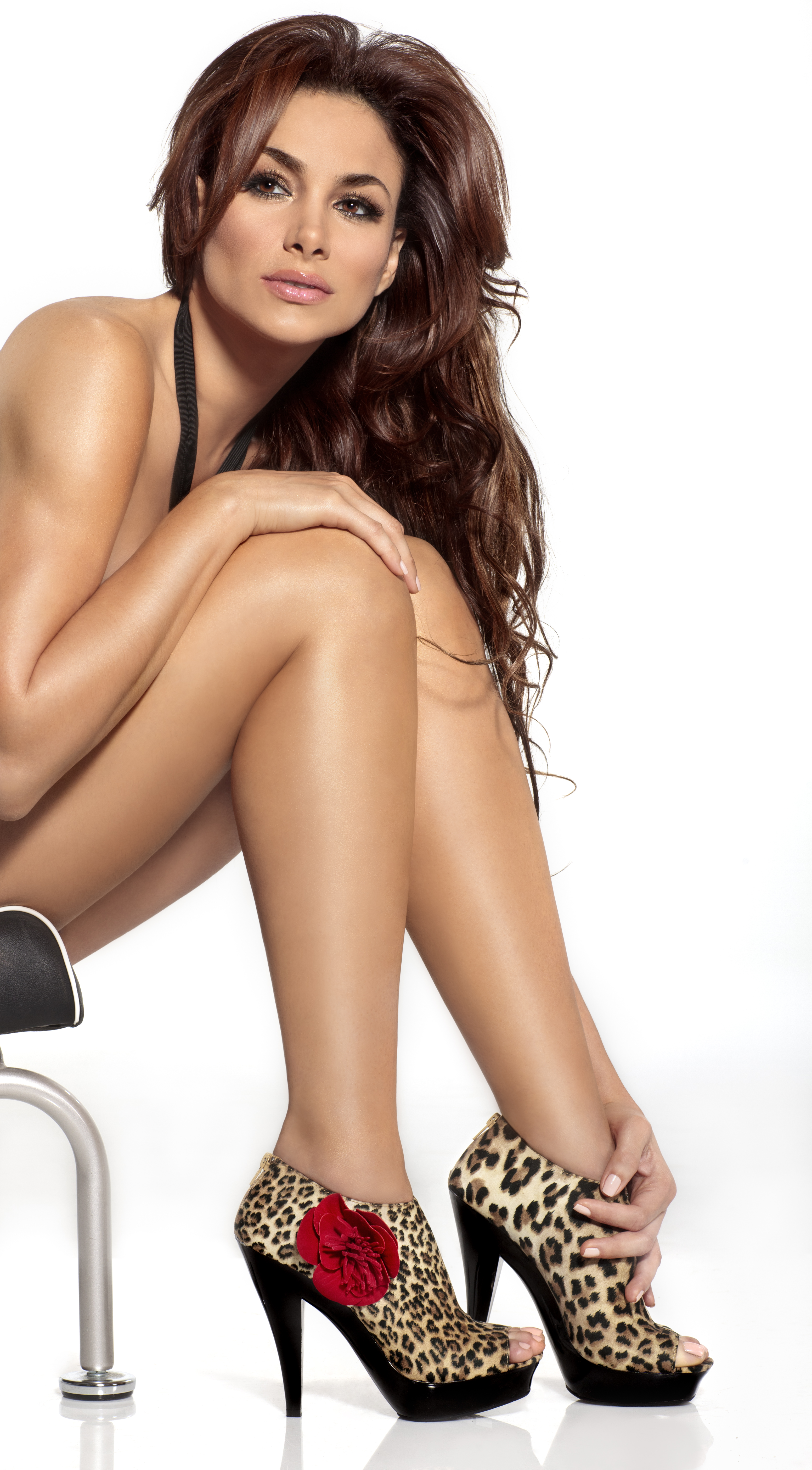
Patricia De León, modelka, 2011
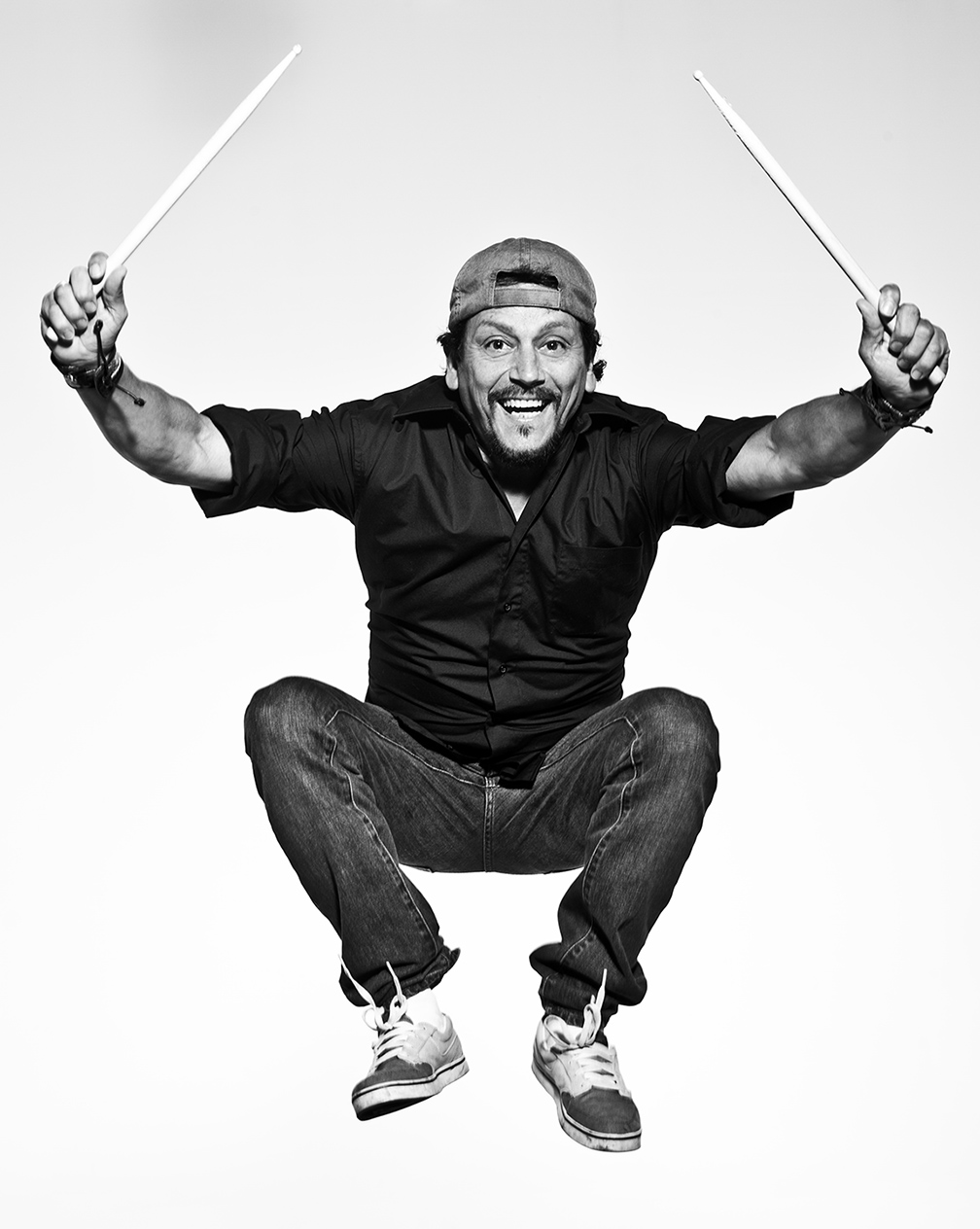
Jimmy Ledezma, 2011
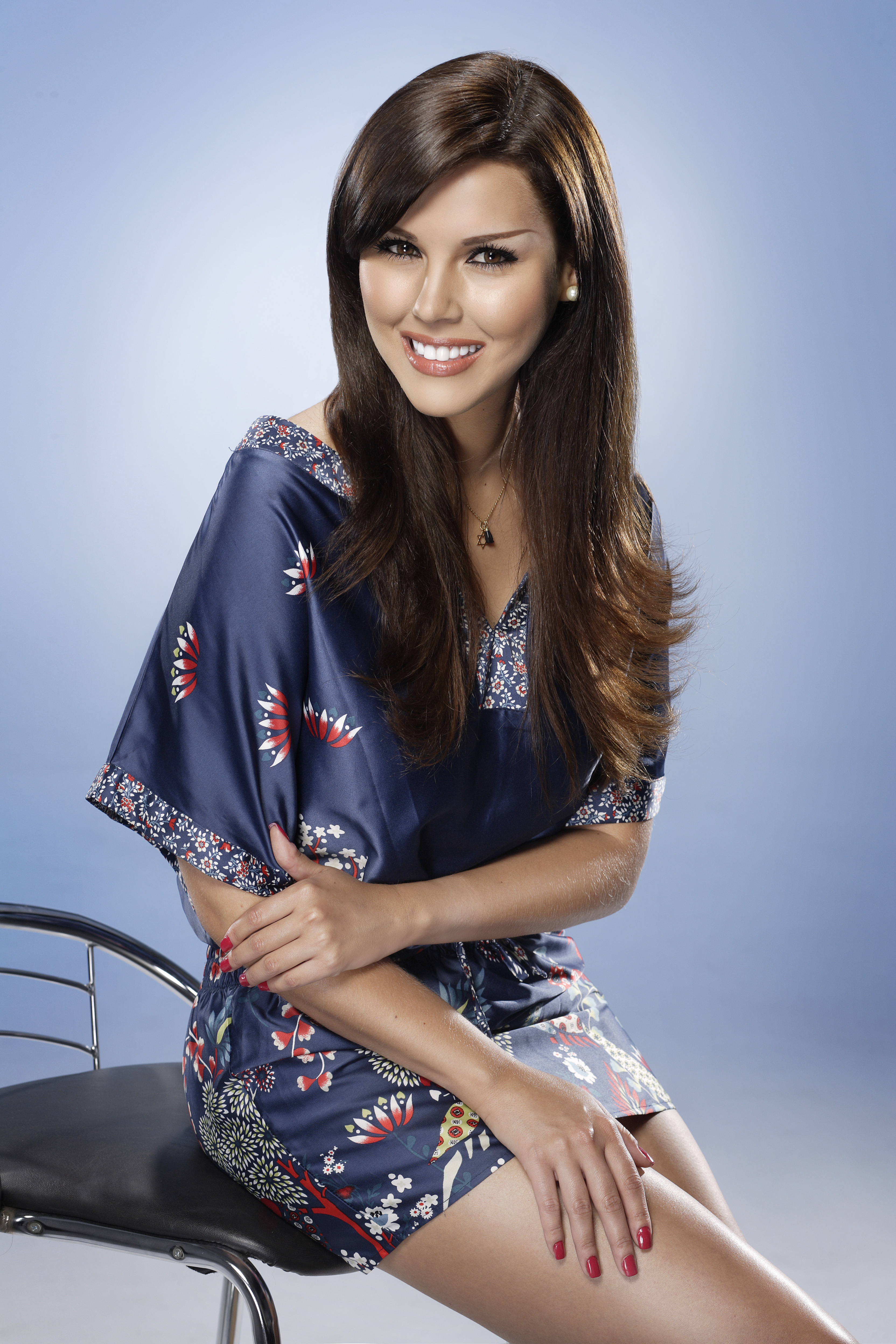
Desiree Ortiz, modelka
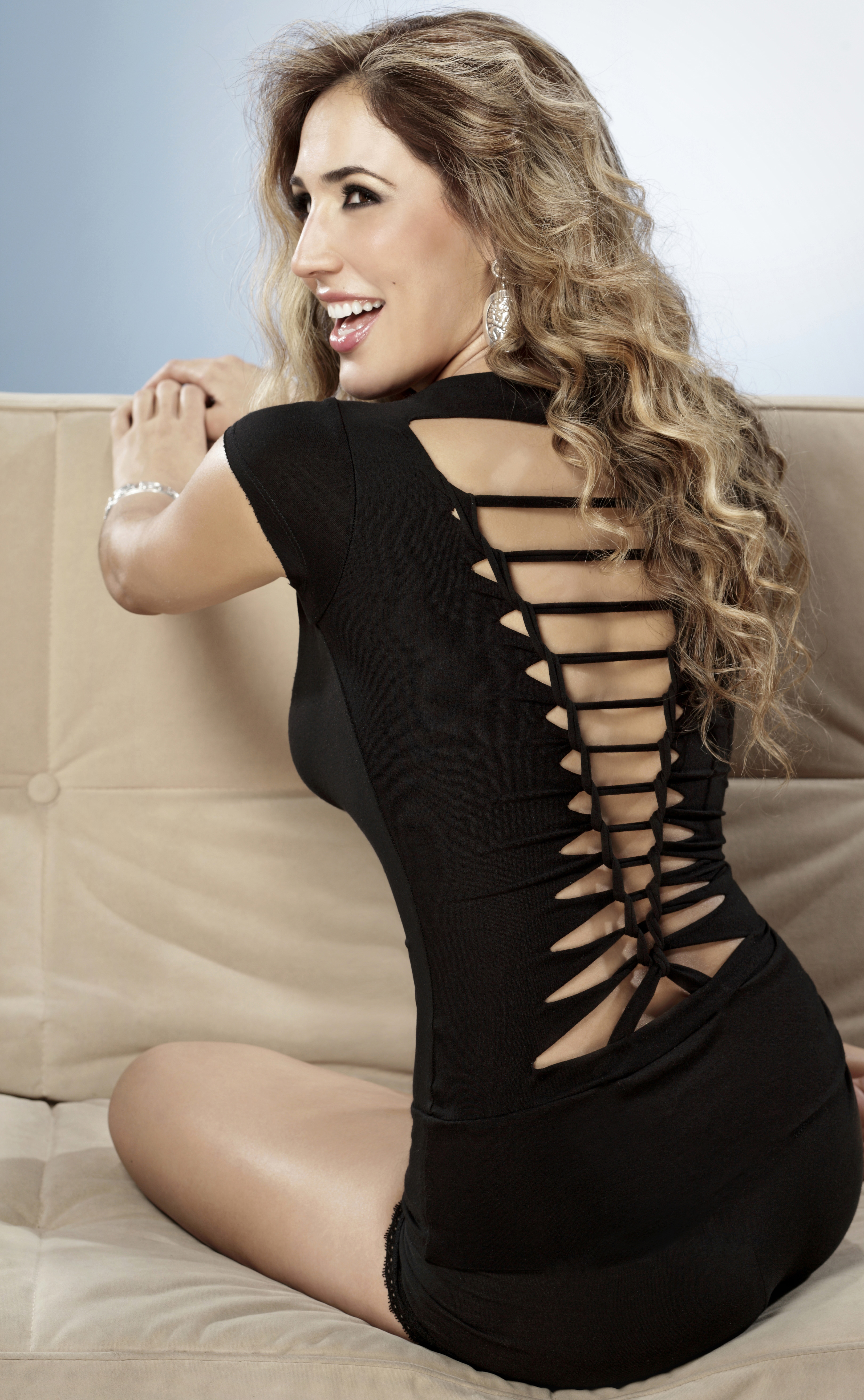
Lorena Pinot, španělská zpěvačka
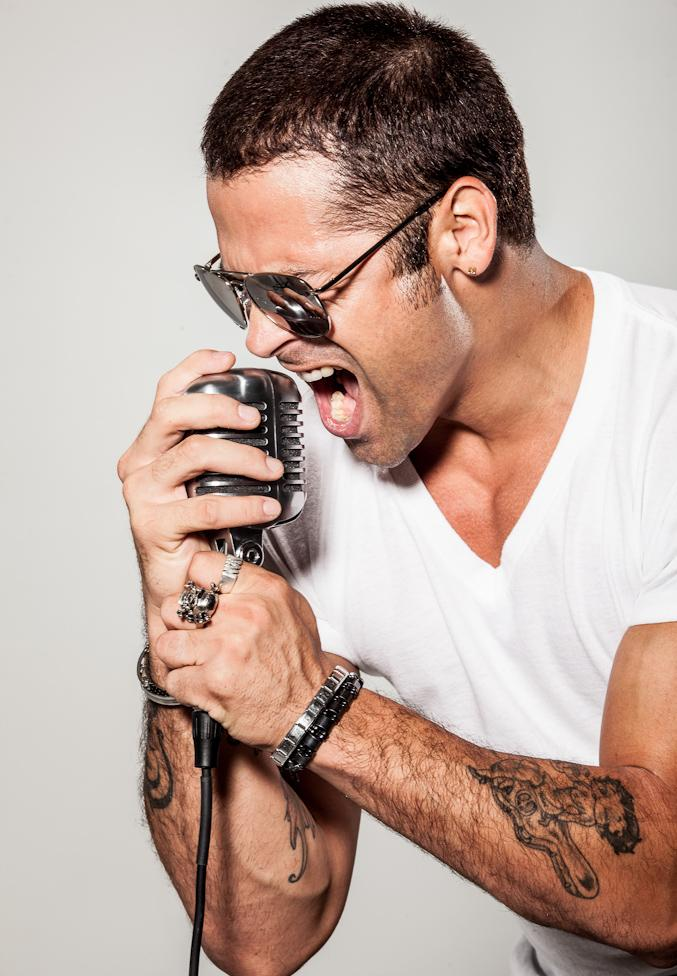
Ariel Nan
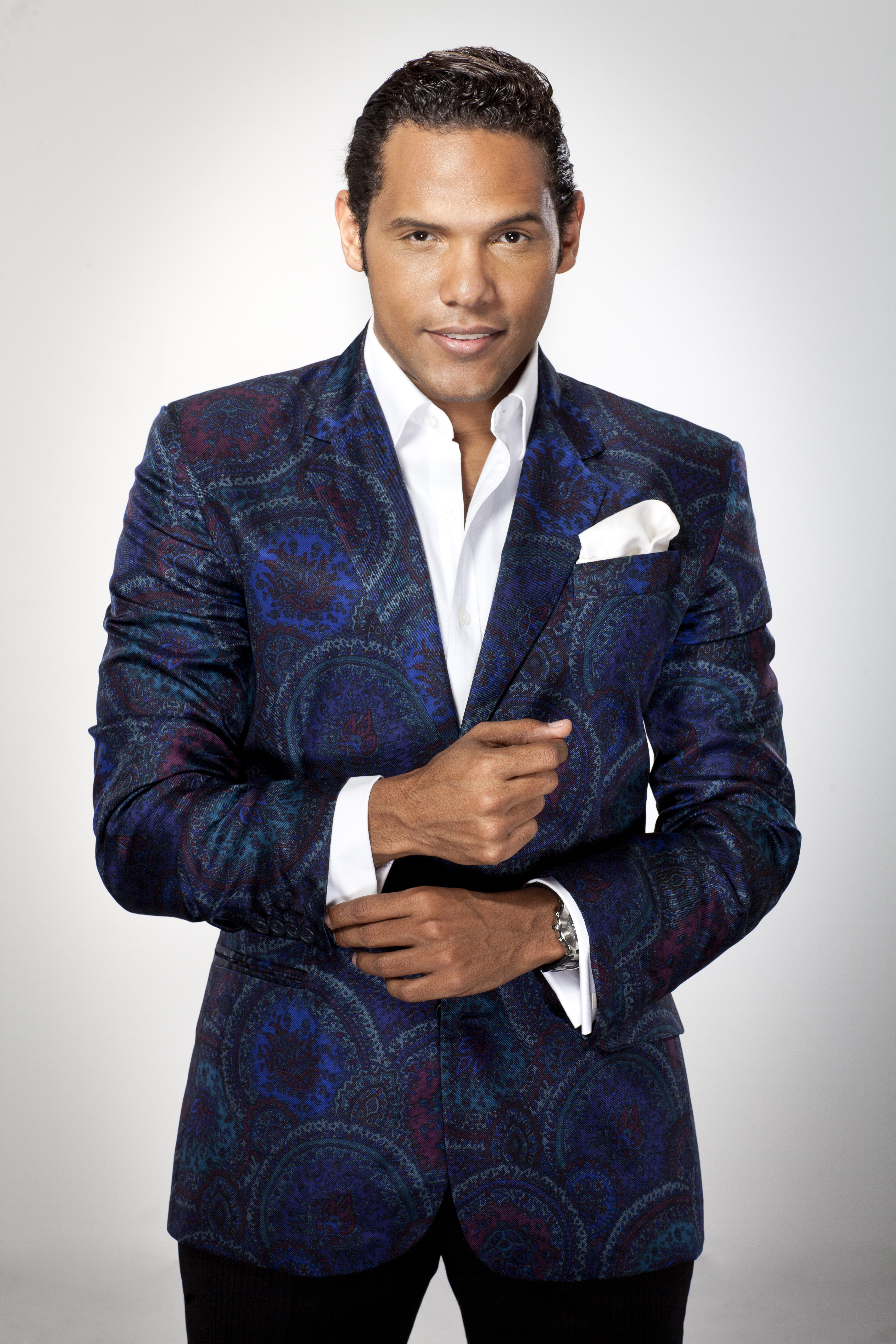
Carlos Mejia
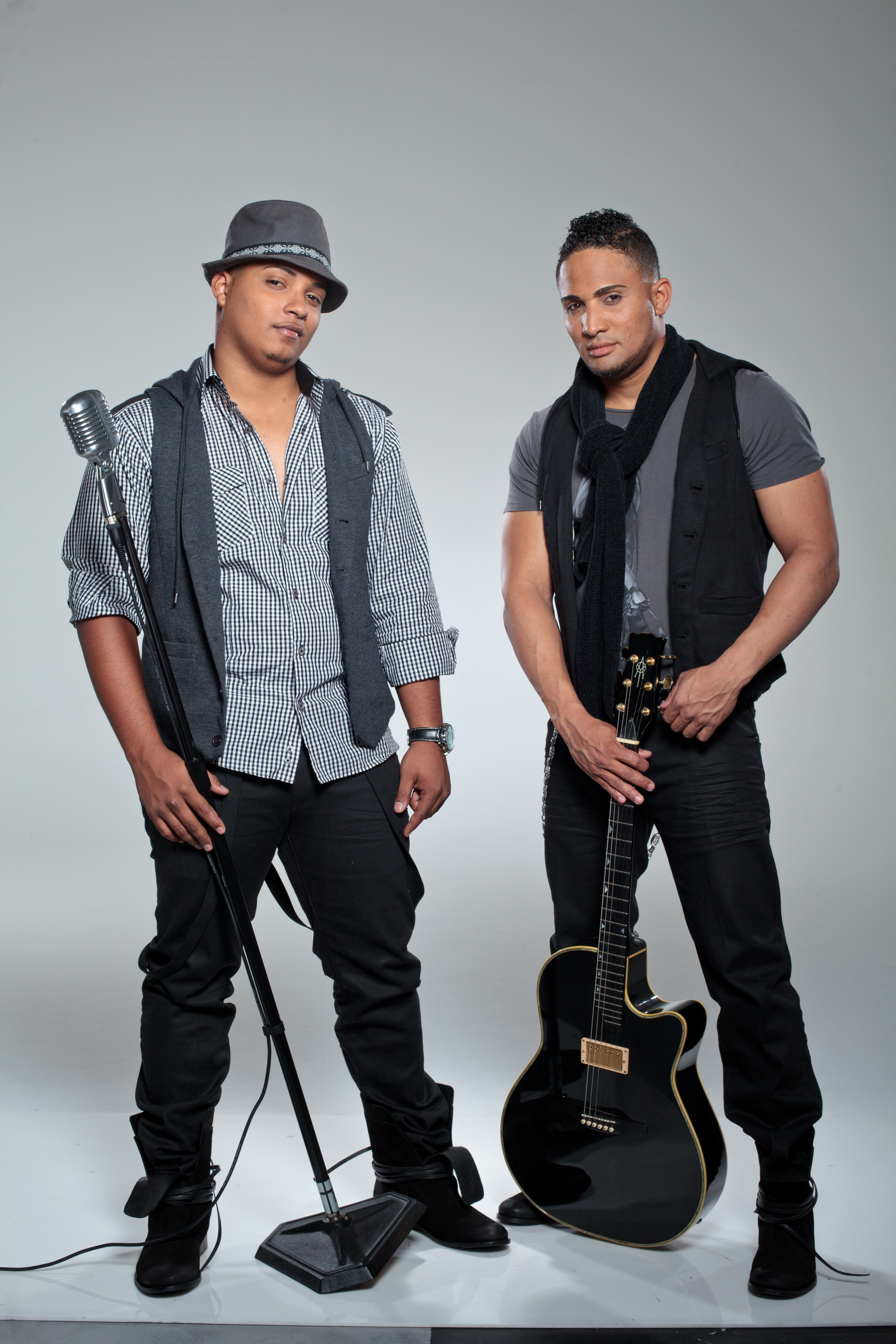
Grupo Rush
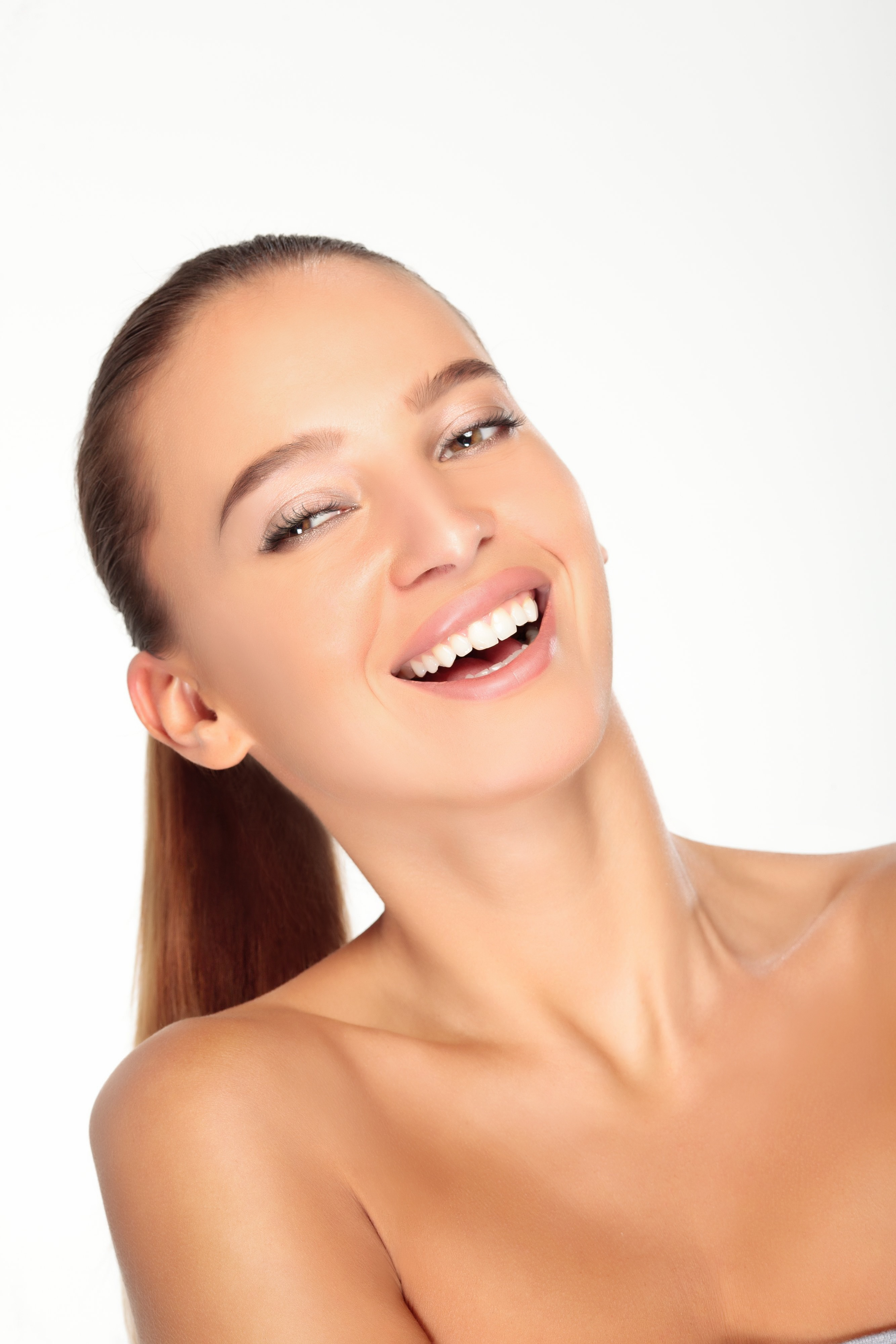
Dominika Pštrosová